# Drosophila affinis (artundergrupp)
Drosophila affinis är en artundergrupp som innehåller två artkomplex och totalt 10 arter. Artundergruppen ingår i släktet Drosophila, undersläktet Sophophora och artgruppen Drosophila obscura.
Arterna i artundergruppen finns främst i den nearktiska regionen.

## Lista över arter i artundergruppen

### Artkomplexetaffinis
- Drosophila affinis

### Artkomplexetathabasca
- Drosophila athabasca

### Övriga arter
- Drosophila algonquin
- Drosophila azteca
- Drosophila dobzhanskii
- Drosophila inexspectata
- Drosophila narragansett
- Drosophila novitskii
- Drosophila seminole
- Drosophila tolteca